# استاد بلدية البيرة الدولي
استاد بلدية البيرة يقع في مدينة البيرة، رام الله ويهدف الملعب إلى تهيئة منطقة رياضية للفرق لخدمة المواطنين، وللأنشطة والفعاليات الرياضية المختلفة، وتبلغ سعة الإستاد للمرحلة الأولى حوالي 7000 مقعد ويتضمن مرافق وخدمات عامة.